# Sobhuza II dello Swaziland
Ngwenyama Sobhuza II (Zombodze, 22 luglio 1899 – Mbabane, 21 agosto 1982) è stato re dello Swaziland, nonché capo della Famiglia Reale Swazi, dal 1899 al 1982.

## Regno
Sobhuza succedette al padre Ngwane V il 10 dicembre 1899, quando aveva solo cinque mesi di vita. Sua nonna, Labotsibeni Mdluli, agì da reggente fino al 22 dicembre 1921. Il suo non può definirsi un regno indipendente, dal momento che lo Stato era sottoposto all'autorità di un altro sovrano, essendo un protettorato britannico.
Durante i suoi 61 anni di regno personale lo Swaziland ottenne l'indipendenza dall'Impero britannico nel 1968. Da quel momento Sobhuza poté fregiarsi del titolo di Re dello Swaziland e non più del titolo di Paramount Chief, che sebbene governasse con i poteri di un re era formalmente sottoposto al sovrano britannico. Inizialmente Sobhuza II tentò di instaurare una monarchia costituzionale, ma per via di varie lotte di potere che portarono a scontri armati il sovrano abolì la costituzione, sciolse il Parlamento e proclamò la monarchia assoluta nel 1973. Nel 1978, superate le crisi interne, varò una nuova costituzione in cui ristabilì il Parlamento e concesse alcuni poteri. L'economia swazi prosperò sotto la guida di Sobhuza. Lo Swaziland è ricco di risorse naturali e gran parte della terra e della ricchezza mineraria originariamente possedute da interessi non swazi furono portate sotto il controllo indigeno durante il regno di Sobhuza.
Secondo la pratica tribale dell'area, Sobhuza ebbe numerose consorti. La Swaziland National Trust Commission riporta che ebbe 70 mogli, con le quali generò un totale di 210 figli tra il 1920 e il 1970. Circa 190 di questi figli sono arrivati all'età adulta e 97 erano ancora in vita nel 2000. Al momento del decesso i suoi nipoti erano più di 1400.
Sobhuza celebrò il suo giubileo di diamante nel 1981. In quel periodo, aveva restaurato con successo e anzi rafforzato il ruolo del monarca come arbitro principale del processo decisionale nel suo regno. Nei primi anni '80, il re Sobhuza tentò di acquisire il controllo su KaNgwane, un bantustan istituito dal governo sudafricano nel tentativo di riunire tutto il popolo Swazi separato dal confine coloniale.
Morì nel 1982, e il suo posto fu preso da Mswati III, il suo sessantasettesimo figlio, la cui madre era Ntfombi che, dal 1983 al 1986, esercitò la reggenza.
Il regno di Sobhuza, durato 82 anni e 254 giorni, è il regno monarchico più lungo con data precisa mai registrato e il regno più lungo documentato al mondo di qualsiasi sovrano dall'antichità. Si sostiene che solo Min Hti del regno birmano di Arakan, Pepi II Neferkare dell'antico Egitto e Taejo dell'antico regno coreano di Goguryeo abbiano regnato più a lungo, sebbene queste affermazioni siano contestate.